# Жизнен стандарт
Жизненият стандарт се отнася до достъпността, количеството и качеството на стоки и услуги и разпределението им сред населението на дадена държава.
Фактори при определянето на жизнения стандарт са в най-голяма степен брутният вътрешен продукт, реалния (т.е. коригиран с инфлацията) доход на глава от населението, брой на населението и демографски характеристики, инфраструктурното развитие, ръстът на бедността и неравенството в доходите. Други измерители са достъпът до качествено образование, здравеопазване и социални придобивки. Жизненият стандарт може да се онагледява и с примери за потреблението на определени стоки (например брой хладилници на 1000 души) или здравни измерители като очакваната продължителност на живота.
На идеята на жизнения стандарт може да се противопостави идеята за качеството на живота, която отчита не само материалните условия за преживяване, но и други — субективни — фактори в човешкия живот — като свободно време, безопасност, култура и развлечения, социален живот, психично здраве, околна среда. По-комплексните изследвания на благосъстоянието водят и до по-политизирани, следователно противоречиви оценки. Дори при сравнението между две държави със сходен жизнен стандарт, може да се окаже, че факторите на качеството на живота правят една от двете държави по-привлекателно място за даден човек или група от хора.

## България
Ниският жизнен стандарт е показател за слабо управление и ниски правителствени разходи (като процент от целия бюджет) за здравеопазване и образование.
- Ако се вземе предвид само БВП, то България е на 74 място през 2008 г.